# Liandri
Liandri Mining Corporation es una empresa minera ficticia de la saga Unreal.

## Historia
Liandri organiza los torneos, se estableció en 2291 cuando los asesinatos fueron legalizados. El primer campeón del torneo fue Xan Kriegor quien encabezaba el equipo patrocinado por la empresa, The Corrupt, Liandri creó sus propios combatientes para los torneos en Unreal Championship 2 (Devastation, Raptor y Syzygy).
Esta empresa prefiere crear combatientes robóticos y más tarde, mejorarlos con actualizaciones en todas las del cuerpo para hacerlos cada vez más fuertes, en Unreal 2 the awakening tienen su propio ejército de mercenarios mujeres llamado "Liandri Angels".
- Datos: Q5974695